# Agchin Yenisseï
Agchin Yenisseï est un écrivain, poète, publiciste azerbaïdjanais.

## Biographie
A. Yeniseï est né à Jalilabad en 1978. Il est l'un des représentants de la nouvelle ère de la littérature azerbaïdjanaise.

## Livres
- Image du mot oublier (Unutmaq sözünün şəkli)
- Avant votre ère (Sizin eradan əvvəl)
- Une attaque terroriste au paradis (Cənnətdə terror aksiyası)[2]
- Le silence du temple (Məbədin sükutu)
- Histoire et destin (Tarix və Tale)